# 大乗院 (門跡寺院)
大乗院（だいじょういん）は奈良県奈良市の興福寺にあった塔頭の一つ。

## 歴史
寛治元年（1087年）に隆禅（藤原政兼の子）によって創建された。その後、関白藤原師実の子・尋範が継承したことから摂関家特に九条家系の勢力が強かった。そのため、興福寺の塔頭の中でも高い格式を持っていた。
第4代院主・信円（藤原忠通の子）の頃に門跡寺院とされ、院主は大乗院門跡と呼ばれた。中世には同じく門跡寺院である一乗院門跡とともに交代で興福寺別当を務めた。院主は摂関家や後には征夷大将軍の足利氏の子弟から迎えていた。
その間、治承4年（1180年）の平家による南都攻撃、宝徳3年（1451年）の土一揆によって建物は焼失したが、室町時代には経覚・尋尊という2人の実力のある院主が相次いで登場して奈良一帯の座を次々と支配下に収めて大いに栄えた。だが、戦国時代に入ると次々と所領を失って江戸時代にはわずか950石にまで縮小した。
江戸時代初期以降、一乗院は皇子や皇族が入室して門跡となったため、門主は南都一乗院宮とも宮門跡とも呼ばれ、奈良の人達からは「一乗院さま」と呼ばれていたのに対し、大乗院は摂関家の子弟が門跡を務めることから摂家門跡と呼ばれ、奈良の人達からも「大乗院どの」と呼ばれた。そういったことからも分かるように大乗院は一乗院よりも格式は高くなかった。
1869年（明治2年）の廃仏毀釈により最後の門跡隆芳（九条尚忠の子）が還俗し、大乗院は消滅した。隆芳は華族となって「松園尚嘉」と名乗り、男爵となっている。
跡地は奈良ホテルとなったが、一部の庭園は公益財団法人日本ナショナルトラストにより復元され、旧大乗院庭園として国の名勝に指定されている。